# فرودگاه کروشواس
فرودگاه کروشواس (به انگلیسی: Kruševac Airport) یک فرودگاه غیرنظامی با کد یاتا KSC است که یک باند فرود چمن دارد و طول باند آن ۱۰۰۰ متر است. این فرودگاه در شهر کروشواس کشور صربستان قرار دارد و در ارتفاع ۱۶۵ متری از سطح دریا واقع شده است.